# Ludwinów (Jędrzejów)
Pour les articles homonymes, voir Ludwinów.
Ludwinów est une localité polonaise de la gmina et du powiat de Jędrzejów en voïvodie de Sainte-Croix.